# Графическая нотация
Графическая нотация (или графическая партитура) — это представление музыки с помощью визуальных символов, выходящих за рамки традиционной нотной записи. Графическая нотация стала популярной в 1950-х годах, и её можно использовать как в сочетании с традиционной нотацией, так и вместо неё. Стилистические компоненты графической партитуры зачастую находятся под влиянием современных тенденций изобразительного искусства. Часто такой вид нотации можно встретить в экспериментальной музыке, где стандартная нотная запись иногда не может в полной мере выразить замысел композитора. Она также используется в произведениях, в которых желательно добиться алеаторического эффекта. Одним из родоначальников этой техники явился Эрл Браун, который вместе с Джоном Кейджем стремился освободить исполнителей от ограничений традиционной нотной записи и сделать их активными участниками процесса создания музыки.

## Характеристика
Графическая нотация отличается своей вариативностью и отсутствием стандартизации. Согласно «Студенческой энциклопедии музыки» под редакцией Бейкера (часть 1), «графическая запись используется для обозначения чрезвычайно точных (или намеренно неточных) высот звука или для стимулирования у музыканта определённых действий во время исполнения». Интерпретация визуального содержания современной графической партитуры в значительной степени зависит от воображения и вдохновения отдельного исполнителя. По причине относительной свободы (право принятия решений по игре остаётся за исполнителем) интерпретации графически обозначенных произведений обычно сильно варьируются. В некоторых графических партитурах основной упор делается на действия исполнителя, т. е. обозначаются главным образом не музыкальные идеи, а жесты музыканта и т. д.
Использование подобных обозначений в партитуре может широко различаться: бывает, что графической нотацией записана лишь небольшая часть произведения, но существует также противоположный вариант ― работа полностью состоит из графических символов. Некоторые композиторы включают в свои сочинения письменные пояснения, главное предназначение которых ― помочь исполнителю интерпретировать нестандартные обозначения, в то время как другие композиторы предпочитают оставить интерпретацию полностью на усмотрение музыканта. Некоторые композиторы, такие как Джон Кейдж, предпринимали попытки сформировать единую систему графической записи, объединяющую несколько произведений.

## Примеры

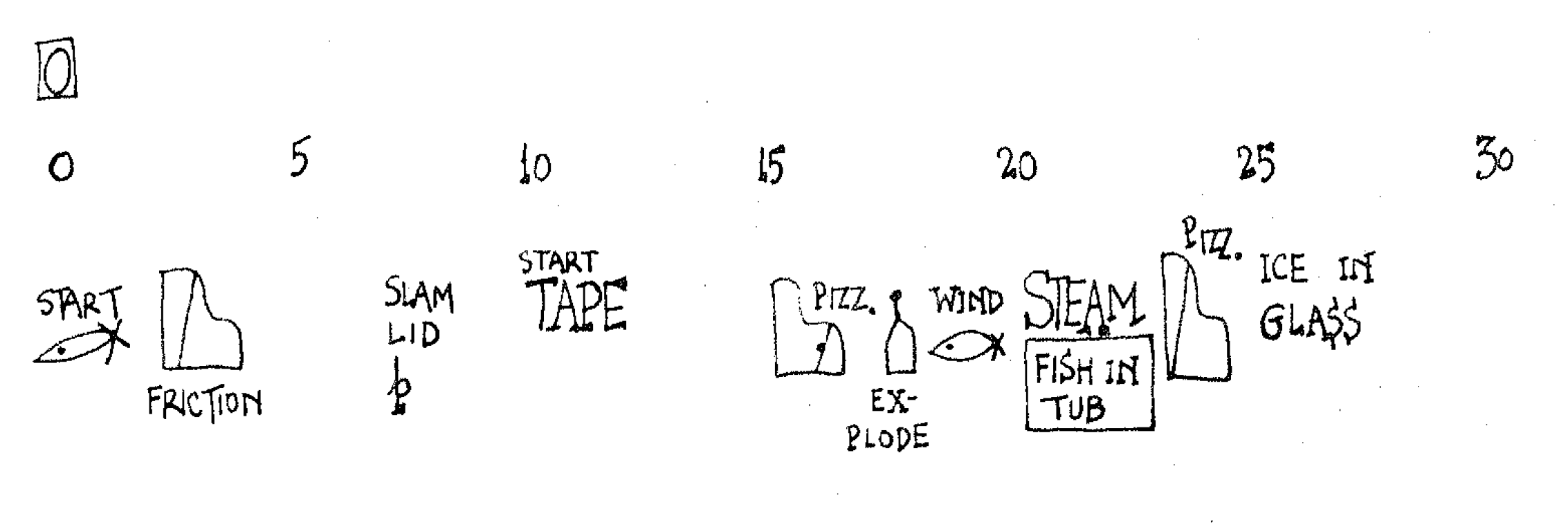
Отрывок из Waterwalk Джона Кейджа

- Пиктограммы. В произведении «Waterwalk» Джона Кейджа эти символы привязаны ко времени и являются своего рода инструкцией о том, как и когда музыканту выполнять определённые действия. В работе Кэти Бербериан «Stripsody», в отличие от пьесы Кейджа, используются только рисунки и текст; это даёт исполнителю больше свободы и позволяет ему интерпретировать произведение по своему усмотрению[8].
- Линейные нотоносцы, показывающие приблизительную высоту звука (низкий, средний или высокий регистр). Фактическая высота тона определяется самим исполнителем.

- Абстрактное представление мелодии можно увидеть в произведении Ханса Кристофа Штайнера «Solitude».

Необычный пример графической нотации встречается в произведении «Золотой цветок» Тома Филлипса. Композитор использует прописные буквы для обозначения нот, которые следует играть в низком регистре, а строчные буквы ― для более высоких нот. Повышать и понижать ноту на полтона музыкант может по своему желанию. Точки вокруг нот помогают определить их громкость и длительность.